# Toyota Argentina
Toyota Argentina S.A. ist ein Automobilhersteller aus Zárate (Provinz Buenos Aires) in Argentinien, der zu 100 % der japanischen Toyota Motor Corporation gehört.

## Geschichte
Die Marke Toyota war bereits in den 1950er Jahren vereinzelt in Argentinien präsent, erlebte aber die ersten Erfolge erst Ende der 1970er bis Mitte der 1980er Jahre mit den Modellen Celica und Hilux.
Das 1994 gegründete Unternehmen Toyota Argentina begann 1995 mit dem Import und 1997 mit der Montage von Fahrzeugen.
Bis 2017 wurden mehr als 2 Mrd. US-Dollar in das Unternehmen investiert. Gleichzeitig wurde die Produktionskapazität von 10.000 auf 140.000 Fahrzeuge jährlich gesteigert, von denen rund 70 % für den Export in andere lateinamerikanische Staaten bestimmt sind.
Die anfangs aus 400 (oder 750) Mitarbeitern bestehende Belegschaft wuchs bis 2007 auf 2700 und betrug im Jahr 2011 mehr als 4000 bzw. im Jahr 2015 rund 5000.

## Modelle
Produziert werden der Toyota Hilux (seit 1997) und der Toyota Fortuner (seit 2005), der vor Ort als Hilux SW4 bzw. als SW4 bezeichnet wird. Das 100.000. Fahrzeug wurde 2003 produziert, das 200.000. vier Jahre später. Bis Ende 2016 war es eine Million Fahrzeuge, davon 860.000 Hilux und 140.000 Fortuner.